# Franciszek Ksawery Pułaski

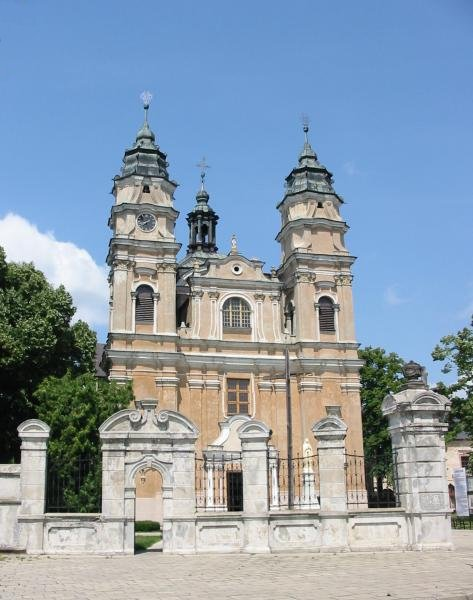
Dawny cmentarz przy kościele o.o paulinów pw. św. Ludwika we Włodawie – prawdopodobne miejsce mogiły konfederatów barskich poległych w bitwie pod Włodawą

Franciszek Ksawery Piotr August Stanisław Pułaski herbu Ślepowron (ur. 26 listopada 1743, zm. 15 września 1769 pod Łomazami) – starosta augustowski, pułkownik województwa podolskiego, marszałek przemyski konfederacji barskiej.

## Życiorys
Syn Józefa i Marianny z Zielińskich, brat Kazimierza Pułaskiego. Powtórzenie ceremonii chrztu 6 marca 1745 w Warszawie w kościele Świętego Krzyża. Franciszek odebrał dobre wykształcenie w kolegium księży Teatynów w Warszawie w Warszawie w latach 1754–1759. Od 1764 aktywny politycznie stronnik swojego ojca Józefa i w czasie konfederacji barskiej został wysłany na Krym w celu poinformowania o powstaniu nowej konfederacji. Był jednym z organizatorów konfederacji na Podolu. Po jej rozwiązaniu udał się do Turcji, gdzie 23 listopada został generalnym kanclerzem.
Brał udział w wielu potyczkach z wojskami rosyjskimi, przeważnie zwycięskich. Dochodziło między nim a innymi konfederatami do zatargów, głównie z marszałkiem Michałem Hieronimem Krasińskim. Jego ekspedycja na Litwę, wspólnie z bratem, nie przyniosła oczekiwanych rezultatów, głównie na skutek niechęci miejscowych magnatów. Po powrocie do Korony organizował konfederację w rejonie Łomży.
Zginął 15 września 1769 w bitwie pod Łomazami, gdy szedł z pomocą swojemu bratu Kazimierzowi. Według niektórych autorów pochowany w zbiorowej mogile konfederatów barskich we Włodawie przez o.o. paulinów. "Na tyłach, od strony Łomaz pojawili się karabinierzy rosyjscy pod wodzą Castellego. Ocalenia szukali Pułascy w brawurowym ataku...Franciszek dopadł samego Castellego, lecz ten zdążył śmiertelnie wypalić do niego z pistoletu... we Włodawie pochowali go w zbiorowej mogile ojcowie Paulini...". Niezidentyfikowany, prawdopodobnie pochowany na polu bitwy pod Łomazami w zbiorowej mogile Konfederatów Barskich w pobliżu Studzianki, w miejscu zwanym Głuch, w widłach rzek Zielawy i Grabarki, oznaczonej kamieniem polnym z krzyżem (2009) – współrzędne 51°54′47″N 23°12′29″E/51,913056 23,208056.

## Powszechne pomyłki
Często mylony ze swoim kuzynem – stryjecznym bratem Franciszkiem Pułaskim, synem Jana, rotmistrzem przemyskim w Konfederacji Barskiej, rannym w bitwie pod Hoszowem 8 sierpnia 1769, zmarłym 16 sierpnia 1769 na zamku Kmitów w Lesku i pochowanym w kaplicy św. Antoniego miejscowego kościoła pw. Nawiedzenia NMP, gdzie znajduje się jego epitafium. Błąd powoduje mylny opis na epitafium w kościele w Lesku, sporządzonej w 100-lecie śmierci (1869), łac. ...Casimiri frater... pol. ...brat Kazimierza... oraz tablica w przedsionku kościoła: „Franciszek Pułaski, jeden z przywódców Konfederacji Barskiej, brat (! prawidłowo powinno być: kuzyn – brat stryjeczny) sławnego wodza Kazimierza, ranny pod Hoszowem w bitwie z Moskalami, zmarł na zamku leskim 18 VIII 1769, pochowany w kaplicy św. Antoniego”.

## Linki zewnętrzne

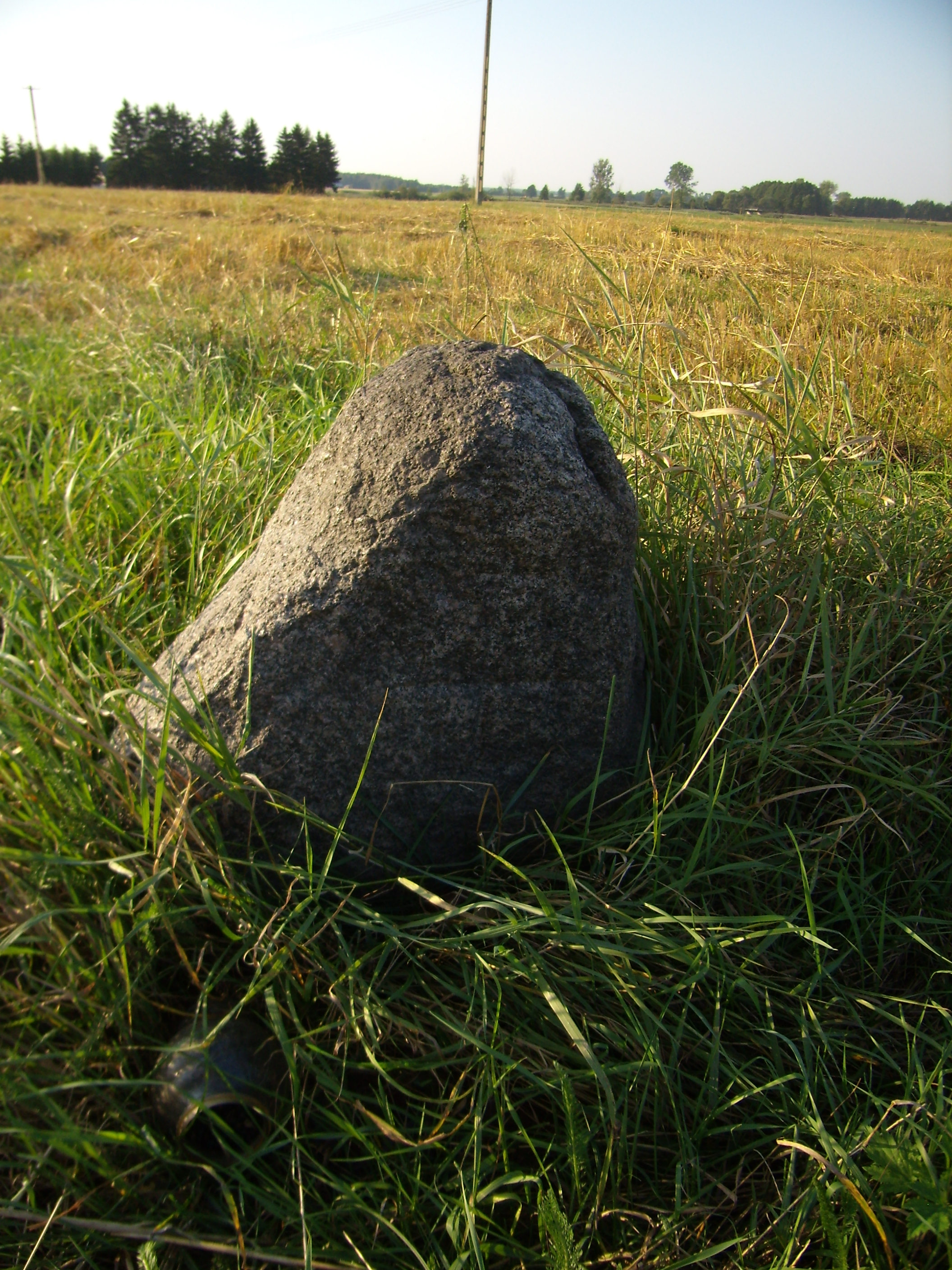
Kamień polny z krzyżem, Głuch koło Studzianki na zbiorowej mogile Konfederatów Barskich poległych w bitwie pod Łomazami

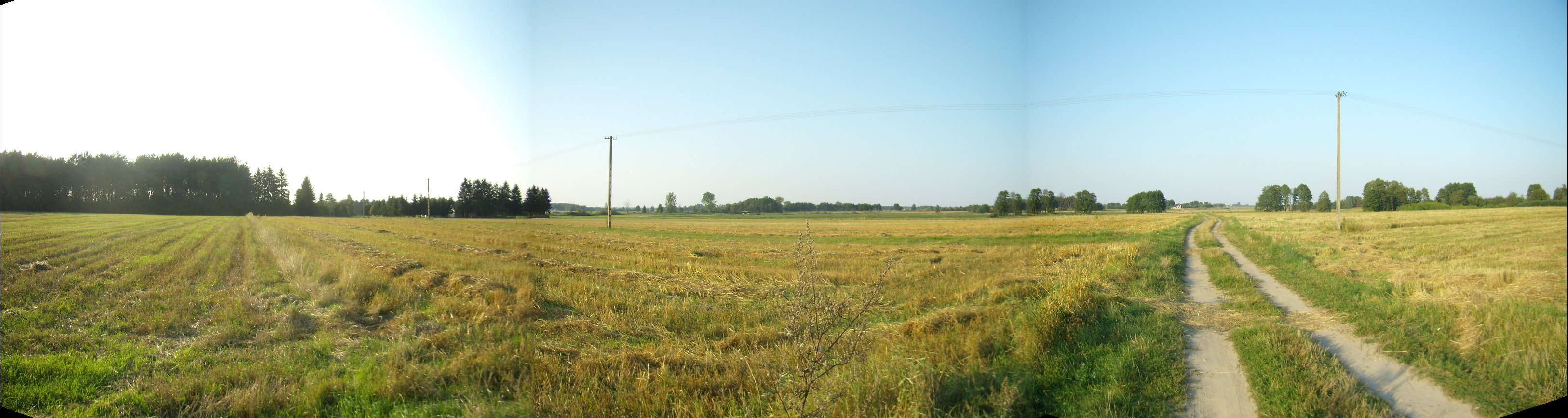
Głuch, Studzianka – panorama pola bitwy pod Łomazami z mogiłą Konfederatów Barskich w centrum (2009)